# BabyMonster
BabyMonster (coréen : 베이비몬스터 ; stylisé en majuscule) est un girl group sud-coréen de K-pop formé par YG Entertainment en 2023. Il est composé de sept membres : Ruka, Pharita, Asa, Ahyeon, Rami, Rora et Chiquita. Le groupe sort son premier single Batter Up le 27 novembre 2023.

## Histoire

### Formation et origines (2023)
À la suite du lancement des girl groups représentatifs de YG Entertainment, 2NE1 (2009) et Blackpink (2016), les rumeurs du prochain groupe féminin du label ont circulé dès 2018,. Ils ont reçu des candidats de plusieurs pays variés, dont certains ont été acceptés dans le programme de formation dès l'âge de 10 ans, formant une moyenne de quatre à cinq ans. Dans le nombre de candidats, chaque membre potentielle s'est classé première contre des milliers lors de leurs auditions respectives.
En janvier 2020, les formes écrites de « BabyMonster », l'un des nombreux noms connu à l'époque de Blackpink, et « Baemon » (une abréviation syllabique de la première) ont été déposées en anglais et en coréen par le label et provisoirement utilisées par les médias. points de vente jusqu'à la publication éventuelle de leurs utilisations officielles,,. Le processus de sélection du groupe a été diffusé dans Last Evaluation (2023), une émission de téléréalité filmée l'année dernière (2022) , mettant en vedette sept membres potentiels. Le fondateur de YG Entertainment, Yang Hyun-suk, a demandé l'aide de Kang Seung-yoon et Lee Seung-hoon de Winner, et Lee Su-hyun d'AKMU parmi d'autres pour juger et déterminer les filles pendant la durée de l'émission.
Plusieurs membres possédaient une expérience antérieure dans l'industrie du divertissement avant leur acceptation dans YG Entertainment. Haram commence comme enfant modèle à l'âge de deux ans, Ruka et Rora font leurs débuts en tant que membres fondateurs du girl group japonais Shibu3 Project (2017), et le groupe de musique pour enfants U.SSO Girl (2017) avec Hyein de NewJeans, respectivement,, et Pharita participe à des concours et auditionne pour le programme de réalité de survie Idol Paradise (2021). Ruka est la dernière à se joindre au groupe, comparée à Asa et Haram qui auditionnent en 2018, Rora en mai 2018 et Ahyeon en décembre 2018. Pharita est choisie parmi 1 226 candidats lors de son audition en juillet 2020,, et Chiquita est la plus jeune des sept qui devenue dernier membre après trois ans de formation depuis son audition en 2021,,. Au milieu des répétitions, il est révélé que les voix des membres avaient été enregistrées dans le refrain final du premier single, Iyah (아이야 ; aiya) par le compagnon du label Kang Seung-yoon.

### Présentation et débuts programmés (depuis 2023)
YG Entertainment publie la présentation officielle des filles le 30 décembre 2022 avec une affiche et le sous-texte « YG Next Movement ». Il annonce une courte vidéo publiée sur YouTube le jour de l'An qui recueille 15 millions de vues en trois jours, et présente des membres de Winner et Blackpink, le duo frères et sœurs AKMU, la danseuse et chorégraphe Leejung Lee et le fondateur du label Yang Hyun-suk. Les sept membres sont révélés au public à travers des sorties progressives de vidéos de performances en direct à partir du 12 janvier (dans l'ordre : Haram, Ahyeon, Chiquita, Asa, Rora, Pharita et Ruka),. La chaîne YouTube de BabyMonster a rapidement dépassé le million d'abonnés en 52 jours depuis sa création le 28 décembre 2022, indiquant une croissance avant ses débuts,.
Après avoir mis en ligne les vidéos de présentation des sept membres (cette fois-ci dans l'ordre inverse à celui utilisé pour leurs vidéos de performance, c'est-à-dire en commençant par Ruka jusqu'à finir par Haram), YG Entertainment a mis en ligne une vidéo Teaser intitulée 'Last Evaluation', dans laquelle Yang Hyun-Suk, fondateur de la maison de disque, annonçait que le groupe BabyMonster « ne compterait en aucun cas sept membres », la Last Evaluation ayant pour but d'éliminer au moins une des sept membres actuelles.
Les membres se répartissent tout d'abord sur deux groupes différents. Le premier groupe, composé de Pharita, Ahyeon et Ruka prépare la chanson Gone, titre solo de Rosé, chanteuse de Blackpink, tandis que le second groupe, composé de Haram, Asa, Chiquita et Rora, préparait Stay, un titre de Blackpink,. Il s'agissait ici d'évaluer leurs performances en chant et en rap (la chanson Gone ne comprenant pas de partie de rap, un texte y est ajouté spécialement pour Ruka). La seconde « mission » qui estassigné aux sept jeunes filles a été celle d'une performance de danse. Les sept membres ont donc enregistré une reprise de la chanson Don't Know What to Do de Blackpink en amont avant de danser en lip-sync devant le jury.
Pour leur troisième « mission », chaque membre doit préparer une chanson solo. Pharita décide de reprendre All of Me de John Legend, tandis que Rora se tournait vers Someone You Loved de Lewis Capaldi. Quant à Asa, elle reprend Me, Myself and I de G-Eazy x Bebe Rexha. Les paroles écrites en coréen par Asa, d'origine pourtant japonaise, ont également été saluées. Chiquita choisit de chanter Traitor d'Olivia Rodrigo. La performance de Ruka est également saluée par la presse internationale spécialisée puisqu'elle choisit de reprendre en partie le titre MTBD (멘붕), solo de CL, membre de 2NE1. Quant à Haram, elle choisit d'interpréter Pick Up Your Feelings de Jazmine Sullivan, qui permettait selon elle de vraiment mettre en avant sa voix.
Pour la dernière mission de groupe vocale, les sept filles décident d'interpréter Scars to Your Beautiful d'Alessia Cara, apportant ainsi une nouvelle energie à la chanson. Elles reçoivent de bonnes critiques par rapport à cela. Enfin, lors de la performance de danse, les membres dansent une chorégraphie complexe sur un mashup de 2NE1.

## Image publique
Créé avec une image high-teen différente des précédents groupes féminins du label, le septuor conserve les éléments charismatiques caractéristiques de YG Entertainment. BabyMonster est présenté comme un groupe « polyvalent » avec ses membres qualifiés d'« élites » par le public et les médias,. Les sept filles excellent dans le chant, le rap, la danse et étant capables d'être visuelles. L'ensemble est également connu pour sa maîtrise de diverses langues, notamment le coréen, l'anglais, le japonais, le thaï et le chinois.
Dans une enquête menée par le magazine d'entreprise de divertissement JoyNews24, 200 travailleurs de l'industrie des sociétés de divertissement et des diffuseurs, des producteurs de contenu cinématographique et audiovisuel et des journalistes de divertissement ont classé le groupe provisoire au neuvième rang dans la catégorie du « groupe le plus attendu de fin 2021 et 2022 », à égalité avec Ive parmi d'autres.

## Membres
| Nom de scène | Nom de scène | Nom de naissance            | Nom de naissance | Date de naissance | Nationalité  |
| Romanisé     | Coréen       | Romanisé                    | Cor./jap./thai.  | Date de naissance | Nationalité  |
| ------------ | ------------ | --------------------------- | ---------------- | ----------------- | ------------ |
| Ruka         | 루카         | Kawaii Ruka                 | 河井 瑠花        | 20 mars 2002      | Japonaise    |
| Pharita      | 파리타       | Pharita Boonpakdeethaveeyod | ภริตา บุญภักดีทวียศ   | 26 août 2005      | Thaïlandaise |
| Asa          | 아사         | Enami Asa                   | 榎並 杏紗        | 17 avril 2006     | Japonaise    |
| Ahyeon       | 아현         | Jung A-hyeon                | 정아현           | 11 avril 2007     | Sud-coréenne |
| Rami         | 라미         | Shin Ha-ram                 | 신하람           | 17 octobre 2007   | Sud-coréenne |
| Rora         | 로라         | Lee Da-in                   | 이다인           | 14 août 2008      | Sud-coréenne |
| Chiquita     | 치키타       | Riracha Phondechaphiphat    | ริรชาพรเดชาพิพัฒน์   | 17 février 2009   | Thaïlandaise |

Selon YG Entertainment, les membres de BabyMonster n'ont pas de positions précises attribuées car toutes les membres ont du potentiel en chant, danse et rap.

## Discographie

### Albums studio
| Année | Titre | Détails                                                         | Classements | Classements | Classements | Ventes                                           |
| Année | Titre | Détails                                                         | COR         | JAP         | USA         | Ventes                                           |
| ----- | ----- | --------------------------------------------------------------- | ----------- | ----------- | ----------- | ------------------------------------------------ |
| 2024  | Drip  | - Date de sortie : 1er novembre 2024 - Label : YG Entertainment | 1           | 8           | 149         | - COR : plus de 1 011 000 - JAP : plus de 13 000 |

### Mini-album (EP)
| Année | Titre       | Détails                                                      | Classements | Classements | Classements | Ventes                                         |
| Année | Titre       | Détails                                                      | COR         | JAP         | USA World   | Ventes                                         |
| ----- | ----------- | ------------------------------------------------------------ | ----------- | ----------- | ----------- | ---------------------------------------------- |
| 2024  | BabyMons7er | - Date de sortie : 1er avril 2024 - Label : YG Entertainment | 3           | 7           | 15          | - COR : plus de 766 000 - JAP : plus de 14 800 |

### Singles
| Année                                                              | Titre               | Meilleures positions | Meilleures positions | Meilleures positions | Meilleures positions | Album       |
| Année                                                              | Titre               | COR                  | JAP                  | USA World            | MON                  | Album       |
| ------------------------------------------------------------------ | ------------------- | -------------------- | -------------------- | -------------------- | -------------------- | ----------- |
| 2023                                                               | Batter Up           | 123                  | 100                  | 5                    | 101                  | BabyMons7er |
| 2024                                                               | Stuck In The Middle | —                    | —                    | —                    | —                    | BabyMons7er |
| 2024                                                               | Sheesh              | 10                   | 42                   | —                    | 33                   | BabyMons7er |
| 2024                                                               | Forever             | 101                  | 92                   | 7                    | 141                  | Drip        |
| 2024                                                               | Click Clack         | —                    | —                    | —                    | —                    | Drip        |
| 2024                                                               | Drip                | 10                   | 26                   | —                    | 30                   | Drip        |
| 2025                                                               | Hot Sauce           | 109                  | 41                   | —                    | —                    | Hors album  |
| « — » signifie que le titre ne s'est pas classé dans cette région. |                     |                      |                      |                      |                      |             |

## Tournées et concerts

### Tournées
- Hello Monsters World Tour (2025)

### Fan meetings
| Date             | Ville     | Pays         | Venue                                   | Attendance | Ref.   |
| ---------------- | --------- | ------------ | --------------------------------------- | ---------- | ------ |
| 11 Mai , 2024    | Tokyo     | Japon        | Ariake Arena                            | 26,000     | [ 53 ] |
| 12 Mai, 2024     | Tokyo     | Japon        | Ariake Arena                            | 26,000     | [ 53 ] |
| 8 Juin, 2024     | Jakarta   | Indonésie    | Tennis Indoor Stadium Senayan           | —          | [ 54 ] |
| 15 Juin, 2024    | Singapour | Singapour    | The Star Performing Arts Centre         | 5,000      | [ 55 ] |
| 23 Juin, 2024    | Taipei    | Taïwan       | Taipei Music Center                     | —          | [ 54 ] |
| 29 Juin, 2024    | Bangkok   | Thaïland     | Paragon Hall                            | —          | [ 54 ] |
| 30 Juin, 2024    | Bangkok   | Thaïland     | Paragon Hall                            | —          | [ 54 ] |
| 30 Juillet, 2024 | Kobe      | Japon        | World Memorial Hall                     | 20,000     | [ 56 ] |
| 31 Juillet, 2024 | Kobe      | Japon        | World Memorial Hall                     | 20,000     | [ 56 ] |
| 10 Août, 2024    | Séoul     | Corée du Sud | Kyung Hee University Grand Peace Palace | —          | [ 57 ] |
| 11 Août, 2024    | Séoul     | Corée du Sud | Kyung Hee University Grand Peace Palace | —          | [ 57 ] |